# 王琰 (東漢)
王琰（？年—？年），左馮翊池陽縣（治今陝西省涇陽縣西北）人，和吉茂同郡，曾捕殺欲投奔荊州劉表的高幹。

## 生平
王琰為曹操屬下，任上洛都尉一職。東漢獻帝建安十一年(西元206年)曾捕殺一度背叛曹操，被擊敗後欲投奔劉表的袁紹外甥高幹，因此功被封為列侯。其妻得知王琰封侯後曾在房裡痛哭，認為王琰得勢後將會再娶妻妾而不再只愛她。
後王琰數次擔任幾郡太守，任內不名為清白。之後擔任護羌校尉，與其子王嘉一同被同郡人吉茂稱「冠幘劫人」。

## 評價
- 吉茂：「痛乎，我效汝父子冠幘劫人邪！」

## 家庭
- 子：王嘉，任散騎郎及馮翊中正之職。

## 三國演義
《三國演義》中亦有描述王琰，與史實相差無幾，但未提到其妻與吉茂對王琰的評價。